# جوني سميث
جوني سميث (27 يوليو 1997 بليفربول في المملكة المتحدة - ) (بالإنجليزية: Jonny Smith)‏ هو لاعب كرة قدم بريطاني في مركز الوسط. لعب مع نادي ريكسهام.

## وصلات خارجية
- جوني سميث على موقع قاعدة بيانات كرة القدم.إي يو (الإنجليزية)
- جوني سميث على موقع Soccerbase.com (لاعب) (الإنجليزية)
- جوني سميث على موقع Soccerway.com (الإنجليزية)